# Oviedo, Mexiko
Oviedo är en ort i Mexiko.   Den ligger i kommunen Pánuco och delstaten Veracruz, i den sydöstra delen av landet, 300 km norr om huvudstaden Mexico City. Oviedo ligger 20 meter över havet och antalet invånare är 1 662.
Terrängen runt Oviedo är mycket platt. Runt Oviedo är det ganska glesbefolkat, med 32 invånare per kvadratkilometer. Oviedo är det största samhället i trakten. Trakten runt Oviedo består till största delen av jordbruksmark.